# Akutan (miasto)
Akutan – miasto w Stanach Zjednoczonych, w stanie Alaska, w okręgu Aleutians East.